# Уайнстин, Норман
Норман Уайнстин (англ. Norman Weinstein; род. 4 октября 1950) — американский шахматист, международный мастер (1975).
Победитель открытого чемпионата США (1973).
Лучшие результаты в международных турнирах: Чикаго (1973) — 1-е, Лас-Вегас Опен (1974) — 2-3-е, Лон-Пайн (1975) — 3-8-е, Квебек Опен (1976) — 3-4-е, Лансароте (1976) — 3-6-е  места.
По состоянию на апрель 2024 года не входил в число активных американских шахматистов и занимал 111-ю позицию в национальном рейтинг-листе.